# Filialkirche Harland
Die Filialkirche Harland steht in der Salcherstraße 43 des Stadtteils Harland in der Stadtgemeinde St. Pölten in Niederösterreich. Die 1966 erbaute Kirche wurde 2018 an die rumänisch-orthodoxe Gemeinde übergeben.

## Geschichte
Die Filialkirche der Pfarrkirche Stattersdorf wurde 1966 nach den Plänen des Architekten Johann Kräftner senior errichtet. Die auf die Pax Christi geweihte römisch-katholische Filialkirche gehörte bis 2018 zum Dekanat St. Pölten in der Diözese St. Pölten. Am 3. Juli 2018 wurde die Kirche dem Erzbischof um Metropoliten Serafim Joantă übergeben.

## Architektur
Der kleine Kirchenbau unter einem Flachdach hat einen freistehenden Glockenturm.
Der geostete basilikale Bau unter Flachdächern hat nordseitig einen geöffneten Pfeilergang. Die Westfront ist mit Klinkerplatten verkleidet und trägt ein hohes Stahlkreuz.
Das Kircheninnere zeigt einen nüchternen Saal unter einer flachen Holzdecke mit beidseits durchgehenden Fensterbahnen und einem geraden Schluss des Chores. Südseitig besteht ein durch Pfeiler abgegrenztes niedrigeres Seitenschiff.
Die Fensterbahnen mit Glasmalereien und die Kreuzwegstationen in abstrahierten Formen entstanden nach Entwürfen des Künstlers Robert Herfert.